# Peter Voss, der Millionendieb (film 1932)
Peter Voss, der Millionendieb (Peter Voß, der Millionendieb) è un film del 1932, diretto da Ewald André Dupont.

## Trama
Per via di un tracollo di borsa la banca Schilling non può onorare il suo debito di due milioni verso il finanziere Pitt, e rischia il fallimento. Peter Voß, allora, funzionario della banca, decide di inscenare un finto furto di due milioni, in modo da fornire una scusa per il mancato pagamento. La notizia del furto si diffonde anche a mezzo stampa, e Voß, presunto ladro, si imbarca su un transatlantico per far perdere le proprie tracce.
Ma il noto investigatore Bobby Dodd, ingaggiato da Pitt, e accompagnato proprio dalla figlia del finanziere, Polly, lo segue, tentando di smascherarlo e coglierlo in fallo. Sulla nave Polly e Peter Voß iniziano una relazione, senza che quest'ultimo conosca la vera identità della ragazza. Vistosi alle strette, incalzato dall'investigatore, Peter fugge gettandosi in mare aperto, e trova alla fine rifugio su un'altra nave, popolata solo da donne: sono le ballerine dello spettacolo di Madame Bianca, dirette a Marsiglia per degli spettacoli.
A Marsiglia Peter, che si è fatto ingaggiare da Madame Bianca, riesce a sfuggire a Bobby Dodd e all'arresto, anche grazie a delle incomprensioni dell'investigatore con la polizia locale.
La rincorsa continua in Marocco, dove Peter viene a conoscenza della identità di Polly, ed è contrariato in quanto crede che la giovane gli sia stata alle calcagna solo per recuperare i soldi del padre (che peraltro egli non ha mai avuto), mentre Polly è pur sempre convinta di avere a che fare con un ladro. Peter, che indossa costumi arabi, viene smascherato grazie all'aiuto di un pascià locale Solo dopo un periglioso inseguimento, nel quale Peter sfugge ancora una volta a Dodds, si apprende la notizia che, per un nuovo corso della borsa, la banca è ridiventata solvibile e che, soprattutto, a Peter Voß non si può imputare niente, non avendo egli rubato alcunché. Peter e Polly quindi si riuniscono. 

## Colonna sonora
Il musicista Peter Kreuder utilizza due temi wagneriani: il primo, proveniente da Il vascello fantasma, utilizzato quando Peter salpa sul transatlantico ed in generale nelle riprese del mare, ed il secondo, del Lohengrin, che risuona in particolare quando Peter sale sulla seconda nave, che si chiama, peraltro, "Elsa di Brabante", come la protagonista femminile dell'opera, o quando si vuole sottolineare il fatto che Peter ignora l'identità della compagna (nell'opera, su quel tema, Lohengrin ammonisce Elsa a non chiedergli chi egli sia).

## Produzione
Peter Voss, der Millionendieb è una delle trasposizioni cinematografiche del romanzo omonimo di Ewald Gerhard Seeliger del 1913, preceduta dal film in sei parti Der Mann ohne Namen di Georg Jacoby del 1921.
È stato il penultimo film realizzato da Dupont in Germania prima di essere costretto all'emigrazione per l'instaurarsi nel paese del regime nazista.
Il film – uscito il 23 marzo 1932 - è stato girato agli studi della Emelka di Monaco di Baviera, mentre le riprese esterne sono state realizzate a Marsiglia.  

## Accoglienza
Il critico cinematografico Fred Gehler scrive: "Le varie gag e gli interventi registici non riescono ad organizzarsi in un tutto strutturato. Il film scade in una serie di piccoli episodi ed aneddoti tenuti insieme dall'automatismo del cambio di ambientazione. In definitiva, Peter Voss, der Millionendieb non riesce a giustificarsi né come film d'azione dai caratteri drammatici né come satira".
Paul Ickes nella rivista Filmwoche confronta il film con la prima trasposizione cinematografica del romanzo di Seeliger, il film muto in sei parti del 1921, e giunge alla conclusione che quest'ultimo mostra una costruzione più solida. E continua: "Tuttavia le prestazioni di Paul Hörbiger, in primo luogo, strappano qualche applauso, come quelle di Schaufuß, Ida Wüst, Forst e Schaeffers, mentre il debutto di Alice Treff lascia a desiderare: perché il regista non ha corretto la sua tendenza alla recitazione enfatica?"

## Remake
- 1946: Peter Voss, der Millionendieb, di Karl Anton[5].
- 1958: Peter Voss il ladro dei milioni, di Wolfgang Becker[6][7].
- Peter Voss, le voleur de millions, serie TV di produzione franco-elvetico-tedesca trasmessa da TF1 a partire dal 1977[8].

### Versione radiofonica
Nel 1960 la Bayerischer Rundfunk ha prodotto il radiodramma omonimo in otto puntate, con la regia di Heinz-Günter Stamm. Nei ruoli principali v'erano Arno Assmann (Peter Voss), Ingrid Pan (signora Polly Voss) e Günter Pfitzmann (investigatore privato Bobby Dodd); altri speaker erano Fritz Rasp, Konrad Georg, Horst Tappert, Klaus Havenstein e Hans Nielsen.